# MOVPE

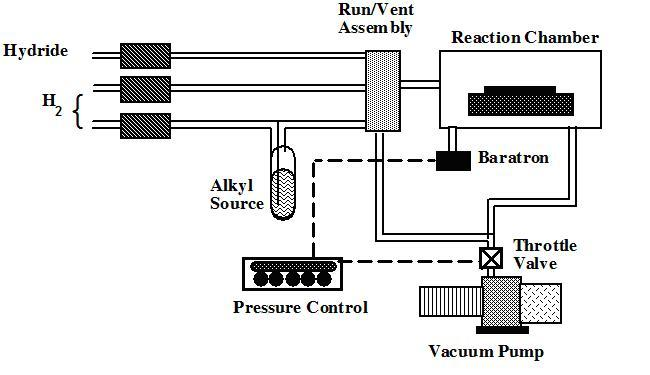
Схема MOCVD

Металоорганічна епітаксія з пару (англ. Metalorganic vapour phase epitaxy, MOVPE or metalorganic chemical vapour deposition, MOCVD) - метод отримання матеріалів, в тому числі епітаксіального нарощування напівпровідників, шляхом термічного розкладання (піролізу) металоорганічних сполук, що містять необхідні хімічні елементи. Наприклад, арсенід галію вирощують при використанні триметилгалію ((CH3)3Ga) і трифеніларсену (C6H5 )3As). Сам термін запропонований основоположником методу Гарольдом Манасевітом в 1968 році. На відміну від молекулярно-променевої епітаксії (МПЕ, також використовується термін "молекулярно-пучкова епітаксія" ) зростання здійснюється не у високому вакуумі, а з парогазової суміші зниженого або атмосферного тиску (від 2 до 101 кПа).